# Статос-Агиос Фотиос
Стато̀с-А̀гиос Фо̀тиос (на гръцки: Στατός-Άγιος Φώτιος) е село в Кипър, окръг Пафос. Според статистическата служба на Република Кипър през 2001 г. селото има 248 жители.
Намира се на 4 км югозападно от Панагия.